# Château de Souvré
Le Château de Souvré ou de Souvray est un château français situé à Bazougers, dans le département de la Mayenne et la région des Pays de la Loire. Il est situé à 2 kilomètres au nord-ouest du bourg. 

## Désignation
- Manoir de Souvré, 1312 (Bibl. nat., fr. 8.736).
- Souvré, 1465 (Titres de Souvré).
- Souvré, château (Hubert Jaillot).
- Souvray, château, moulin (Carte de Cassini, Carte d'État-Major).

## Histoire
Le fief était mouvant de la Châtellenie de Bazougers. En 1466, Jean de Maillé obtint pour lui et ses successeurs prières nominales au prône et enfeu dans la chapelle de la Vierge. Le manoir fut ordinairement habité jusqu'à la fin du XVIIe siècle..
Le meunier, au cours d'un procès contre un des vassaux qui avait refusé d'aller à son moulin sous prétexte qu'il manquait d'eau à Noël, affirme qu'au contraire les sujets avaient là une plus grande facilité, parce que, même dans les froids excessifs, « il y a toujours de l'eau au moulin à cause des eaux chaudes qui se trouvent dans le rifoul » du moulin, 1707. 
Le moulin fut pillé par un détachement de Laval, le 17 juin 1795. Le logis était un des refuges des Chouans, 1798.

## Seigneurs[1]

### Les Champlais
La famille de Champlais est une famille noble originaire de Bretagne, fixée au XIVe siècle en la terre de Broussin en la paroisse de Fay, où elle possédait aussi Vandœuvre et la Masserie. La terre d'Auvers en Bonchamp, celle de Souvré en Bazougers, furent l'apanage de Guyon et de Jacques de Champlais, XIVe siècle et XVe siècle. 
Les Armes de la famille de Champlais sont : d'argent à 3 fasces de gueules, surmontées de 3 aigles de sable.

### Les Coustard
André Coustard de Souvré, auteur d'une famille qui a tenu un rang considérable au Comté de Laval, était né au Mans, paroisse de Saint-Benoît, le 28 décembre 1633, de René Coustard et de Marie Martin. Il prit vers 1653 l'entreprise des messageries de Laval au Mans, épousa Marie Bouvier, nièce d'Ambroise Bouvier, curé de Nuillé-sur-Vicoin. En 1670 il était bourgeois de Paris ; mais il revint à Laval et acheta de Pierre Le Clerc de la Galorière la charge de receveur des tailles de l'élection en 1677. Régisseur d'un grand nombre de terres et surtout des forges du duc de Villars, il acquit des domaines considérables, en particulier la seigneurie de Souvré, en Bazougers, dont il se titra. Ce ne fut qu'en 1708 qu'il se pourvut d'une charge anoblissante de secrétaire du roi. Veuf en 1701, il se remaria deux ans après avec Renée Turpault, fille d'un juge au siège de Niort, qu'il laissa veuve en 1712. Le caveau de la famille était devant l'autel Saint-André, dans l'église Saint-Vénérand de Laval.
François Coustard de Souvré, aîné des six enfants du précédent, dont plusieurs entrèrent dans les ordres, receveur des tailles comme son père, maître des eaux et forêts et capitaine des chasses du Comté de Laval, né à Paris en 1671, marié le 21 octobre 1709 à Jeanne-Marie Hardy de Lévaré, fille de Ambroise-Jean Hardy de Lévaré, maire de Laval, acheta en 1715 la châtellenie de Chemeré, qui resta au pouvoir de ses descendants jusqu'à la Révolution française. 
Dès 1793, la famille fit connaissance avec les prisons révolutionnaires. 
- Mlle Coustard de Souvré arrêtée à Laval, demandait comme une faveur, le 5 avril 1793, d'être transférée dans la prison de Château-Gontier où se trouvaient son père et sa mère[1].
- Louise-Jeanne Coustard, femme de François-Charles d'Aubert, était internée au Monastère des Bénédictines de Laval en 1794.
- Alexandre-Guillaume Coustard de Souvré fut aide de camp et secrétaire de Jambe-d'Argent, né auprès de son Château des Aunais, juge de paix à Château-Gontier, 1815, et nommé chevalier de la Légion d'honneur, le 25 avril 1821 pour ses services dans les armées royales pendant la Révolution française[1].
- Les Coustard d'une branche cadette habitèrent la Goinière d'Andouillé[1].

Alliances : Hardy de Lévaré, de Pelisson de Gennes, de Meaulne, Le Clerc de la Roussière, du Mans de Chalais, d'Aubert. 
Les Armes de la famille sont : d'azur au chevron d'or, accomp. de 3 losanges de même, 2 en chef et 1 en pointe, sur un croissant d'argent.

## Sources et bibliographie
- « Château de Souvré », dans Alphonse-Victor Angot et Ferdinand Gaugain, Dictionnaire historique, topographique et biographique de la Mayenne, Laval, A. Goupil, 1900-1910 [détail des éditions] (BNF 34106789, présentation en ligne)